# Santiago de Gobiendes

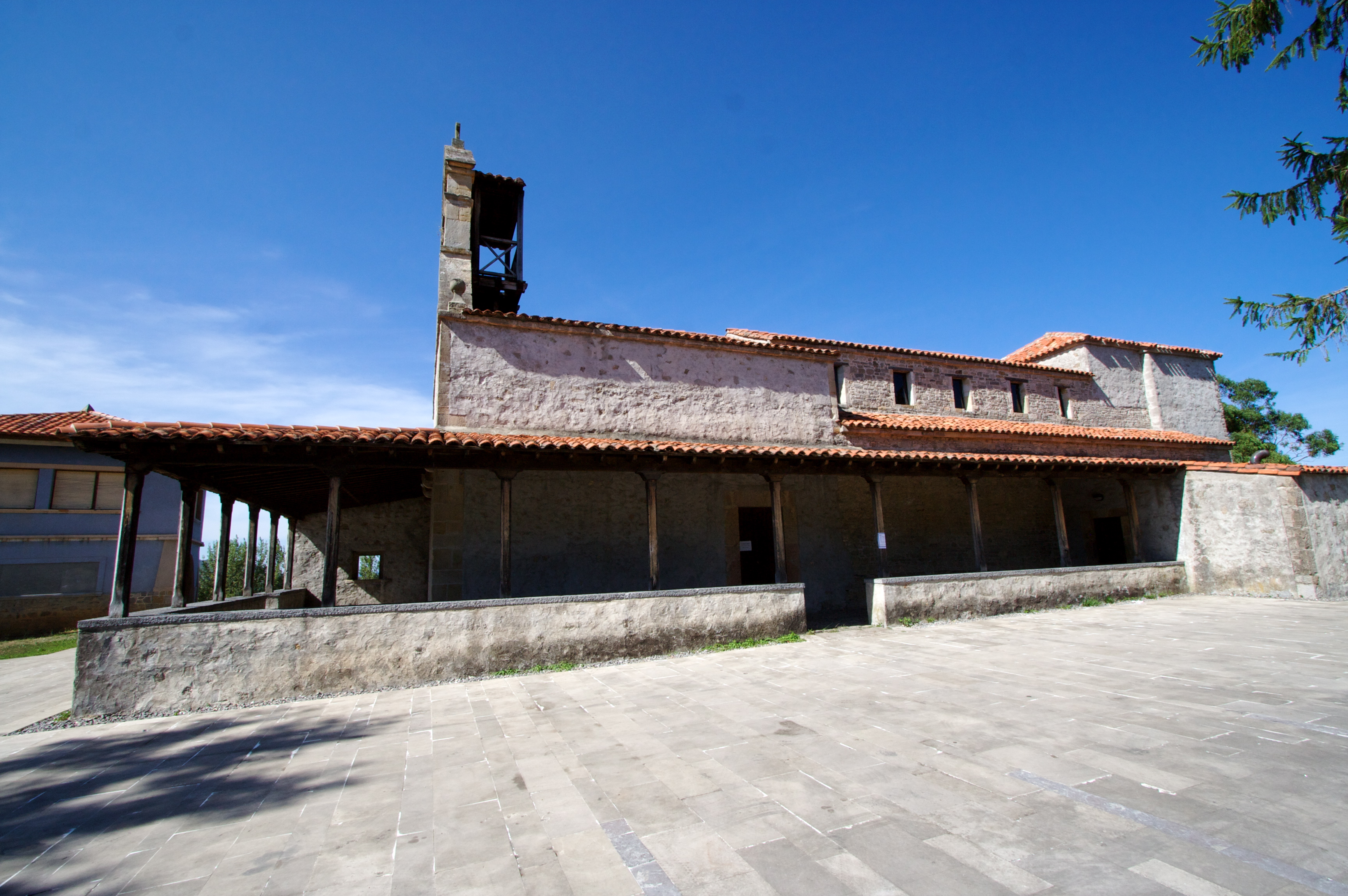
Kirche Santiago de Gobiendes

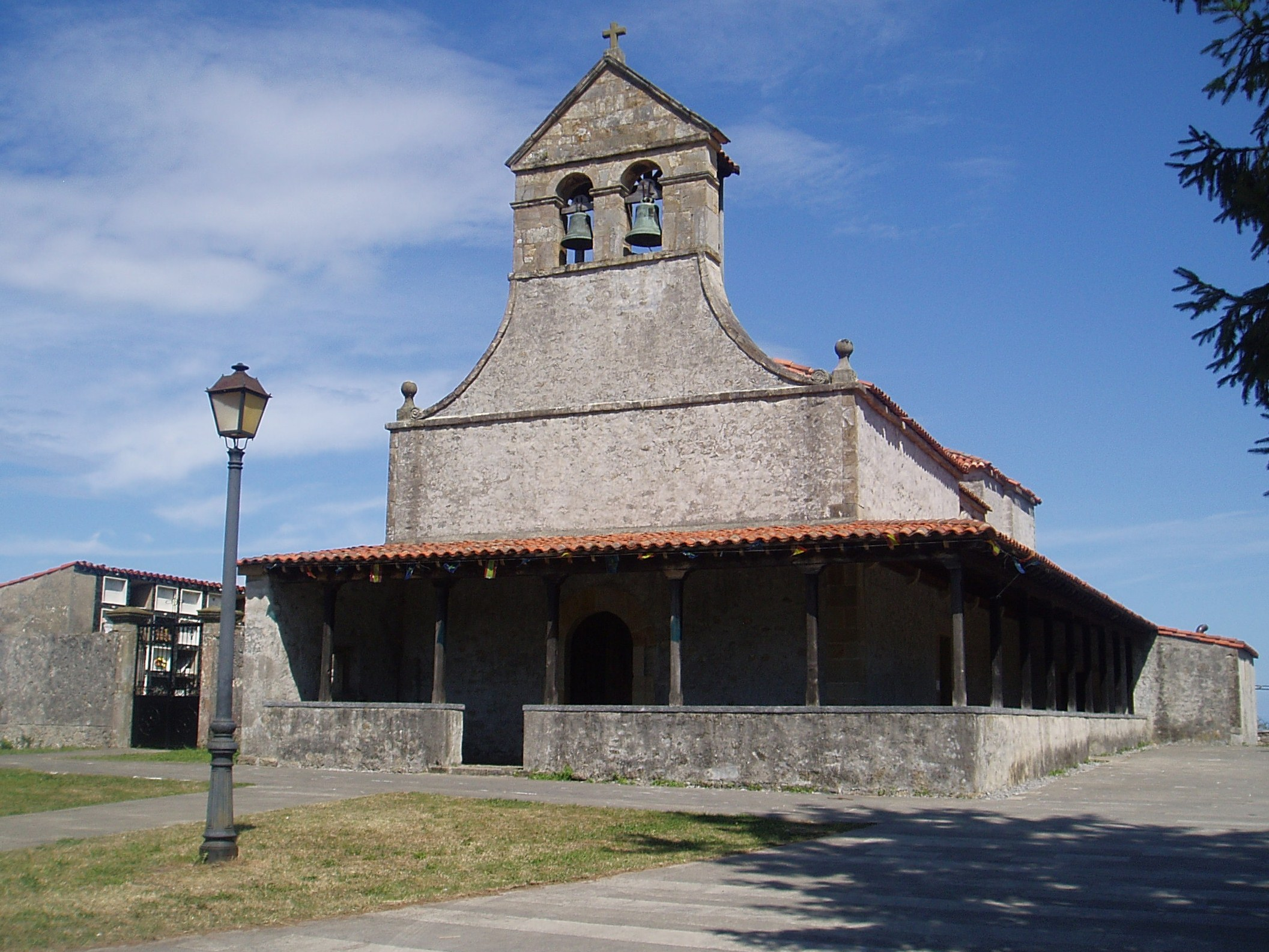
Portikus und Glockengiebel

Santiago de Gobiendes ist eine präromanische Kirche in der autonomen Gemeinschaft Asturien im Nordwesten Spaniens. Die dem Apostel Jakobus dem Älteren geweihte Kirche gehört zur Parroquia Gobiendes und liegt auf einer Anhöhe über der kantabrischen Küste circa vier Kilometer südöstlich von Colunga, dem Hauptort der gleichnamigen Gemeinde (concejo). 1931 wurde die Kirche zum Monumento Nacional (Bien de Interés Cultural) erklärt.

## Geschichte
Das Einweihungsdatum der Kirche ist nicht belegt. Erwähnt wird Santiago de Gobiendes in der Urkunde einer Schenkung Ordoños II., des Königs von León, an die Kathedrale San Salvador in Oviedo im Jahr 921, deren Echtheit allerdings bezweifelt wird. Aufgrund ihrer großen Übereinstimmung mit der Kirche San Salvador de Priesca (Arkaden auf Pfeilern mit Kämpferkapitellen, eingestellte Säulen mit Taubandring, Abakus mit Flechtbanddekor), deren Einweihungsdatum durch eine Inschrift für das Jahr 921 belegt ist, wird Santiago de Gobiendes dem späten 9. bzw. frühen 10. Jahrhundert zugeordnet. Durch Umbauten und Erweiterungen wurde die Kirche wesentlich verändert. Im 19. Jahrhundert wurde das ursprünglich vierjochige Kirchenschiff nach Westen verlängert, ein neuer Portikus angebaut und die Apsis vergrößert. Ebenso wurde ein offener Glockengiebel (espadaña) hinzugefügt. Von 1983 bis 1988 erfolgte die Restaurierung der Kirche unter Leitung des Architekten Magín Berenguer Díez.

## Architektur
Im Aufbau entspricht Santiago de Gobiendes den präromanischen Kirchen Asturiens. Die Kirche ist eine dreischiffige Basilika mit rechteckigem Grundriss, einer dreigeteilten westlichen Vorhalle und einem ebenfalls dreigeteilten rechteckigen Chor. Der Glockengiebel stammt aus späterer Zeit.

### Innenraum

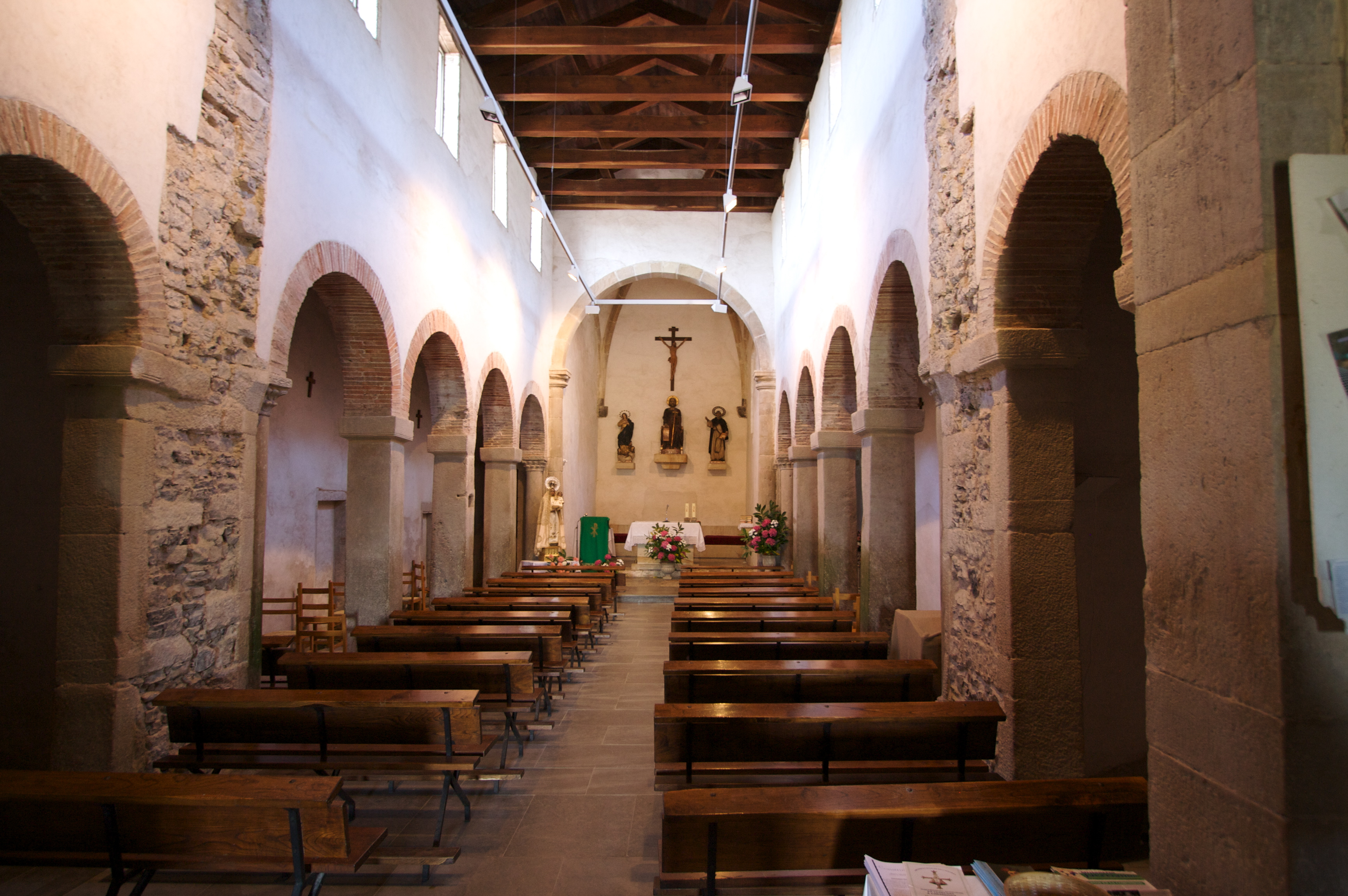
Innenansicht

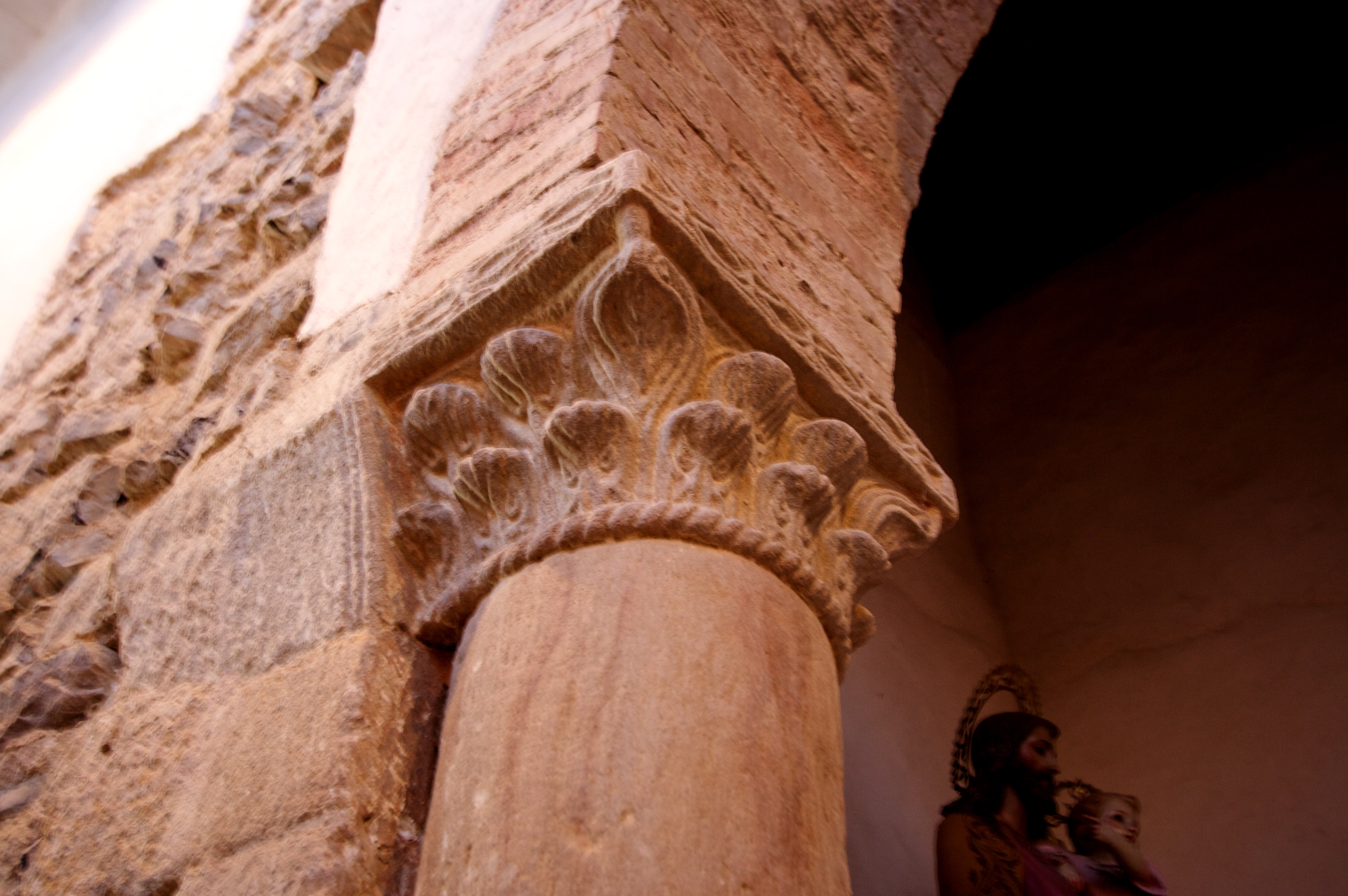
Kapitell

Die schmalen Seitenschiffe sind vom Hauptschiff durch vier Arkaden getrennt, die auf monolithischen Pfeilern mit Kämpferkapitellen aufliegen und deren Rundbögen aus Ziegelsteinen gemauert sind. Anfang und Ende der Arkaden begrenzen vier eingestellte Säulen mit korinthischen Kapitellen, die mit einer doppelten Reihe von Akanthusblättern verziert sind. Ein Taubandring trennt das Kapitell vom Säulenschaft. Der Abakus weist ein Flechtbanddekor auf. Das ursprüngliche Langhaus ist in vier Joche gegliedert und trägt eine Holzbalkendecke. Auf beiden Seiten des Hauptschiffes öffnen sich vier rechteckige Fenster. Im Westen bildet ein dreiteiliger, im 19. Jahrhundert angebauter Narthex den Eingangsbereich.

### Chor
Im Osten schließt sich ein rechteckiger Chor mit drei tonnengewölbten Apsiden an. Wie in der Kirche San Salvador de Valdediós überragt die größere Mittelapsis die beiden kleineren Seitenapsiden in der Höhe. Die Fenster der Nebenapsiden haben ihre ursprünglichen Alabasterfüllungen bewahrt. Die Mittelapsis wurde im 17./18. Jahrhundert vergrößert, wobei die Chorschranken entfernt wurden. Die Schrankenanlage diente dazu, den Altarraum, auch als Presbyterium bezeichnet, vom Bereich der Laien abzutrennen. Sie entsprach der bis ins 11. Jahrhundert in Spanien gebräuchlichen hispanischen Liturgie und hatte eine den Ikonostasen orthodoxer Kirchen vergleichbare Funktion. Zusätzlich wurde der Chor mit Vorhängen verhüllt. Von der ursprünglichen Mittelapsis sind an den Seitenwänden Fragmente der Blendarkaden erhalten. In der Südwand des im 19. Jahrhundert vergrößerten Chores wurde ein Zwillingsfenster mit Alfizrahmen wiederverwendet. Die Bögen des Fensters ruhen auf einem schmalen Pfeiler und einem Kapitell, auf dem ein Sonnenrad dargestellt ist. Ein ähnliches Fenster wird in der Sakristei aufbewahrt. Man geht davon aus, dass beide Fenster aus der ursprünglichen Chorkapelle stammen und übereinander eingebaut waren. Das obere Fenster könnte als Zugang gedient haben zu der üblicherweise über der Mittelapsis gelegenen und nur von außen zugänglichen Kammer (cámara oculta).

### Sakristei
In der Sakristei werden aus der ursprünglichen Hauptapsis stammende Kapitelle, Fragmente von Säulen und ein Zwillingsfenster aufbewahrt.